# Calathea robin-fosteri
Calathea robin-fosteri är en strimbladsväxtart som beskrevs av H.A.Kenn. Calathea robin-fosteri ingår i släktet Calathea och familjen strimbladsväxter. Inga underarter finns listade.